# Змееголов

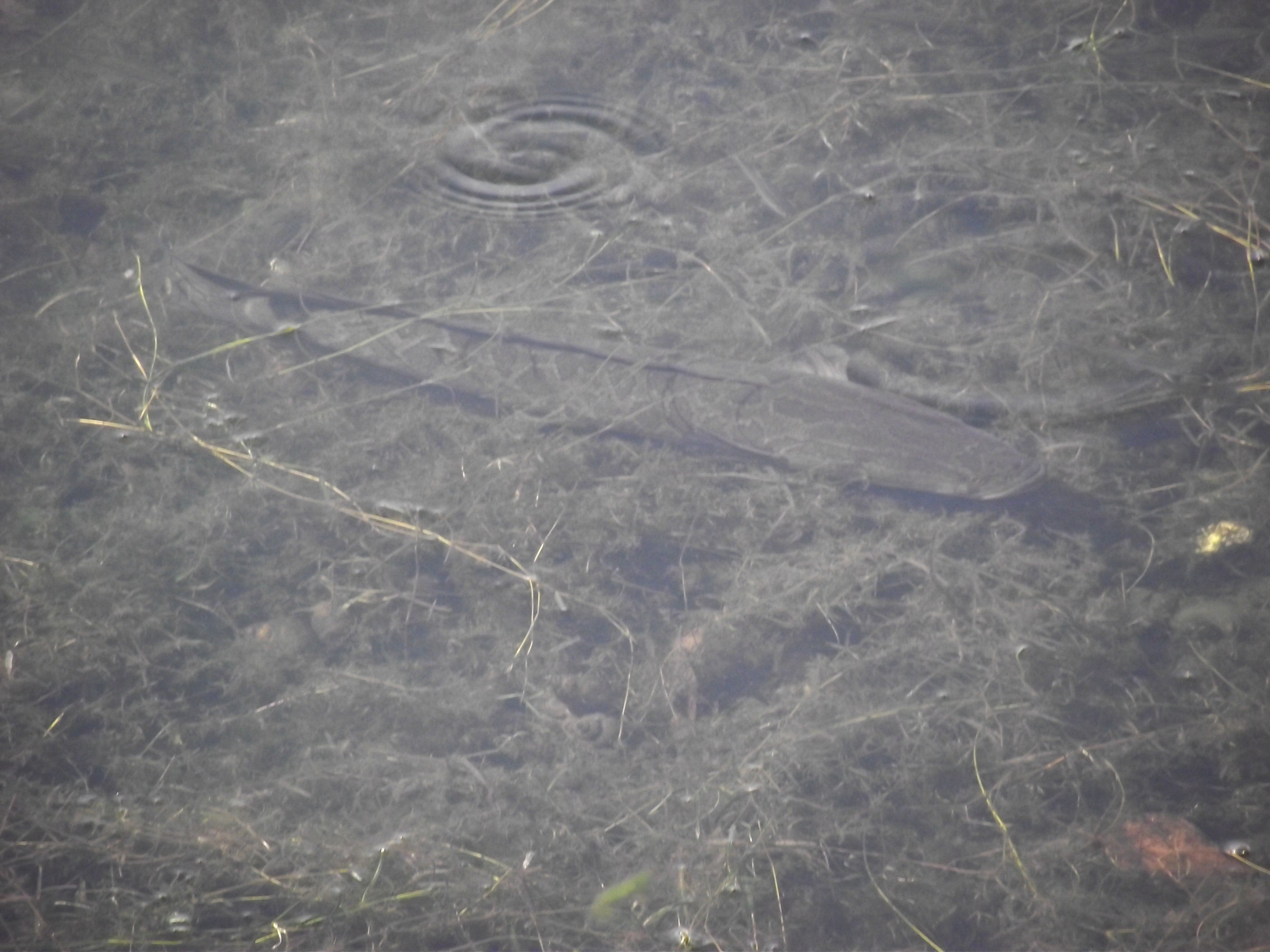
Змееголов на мелководье

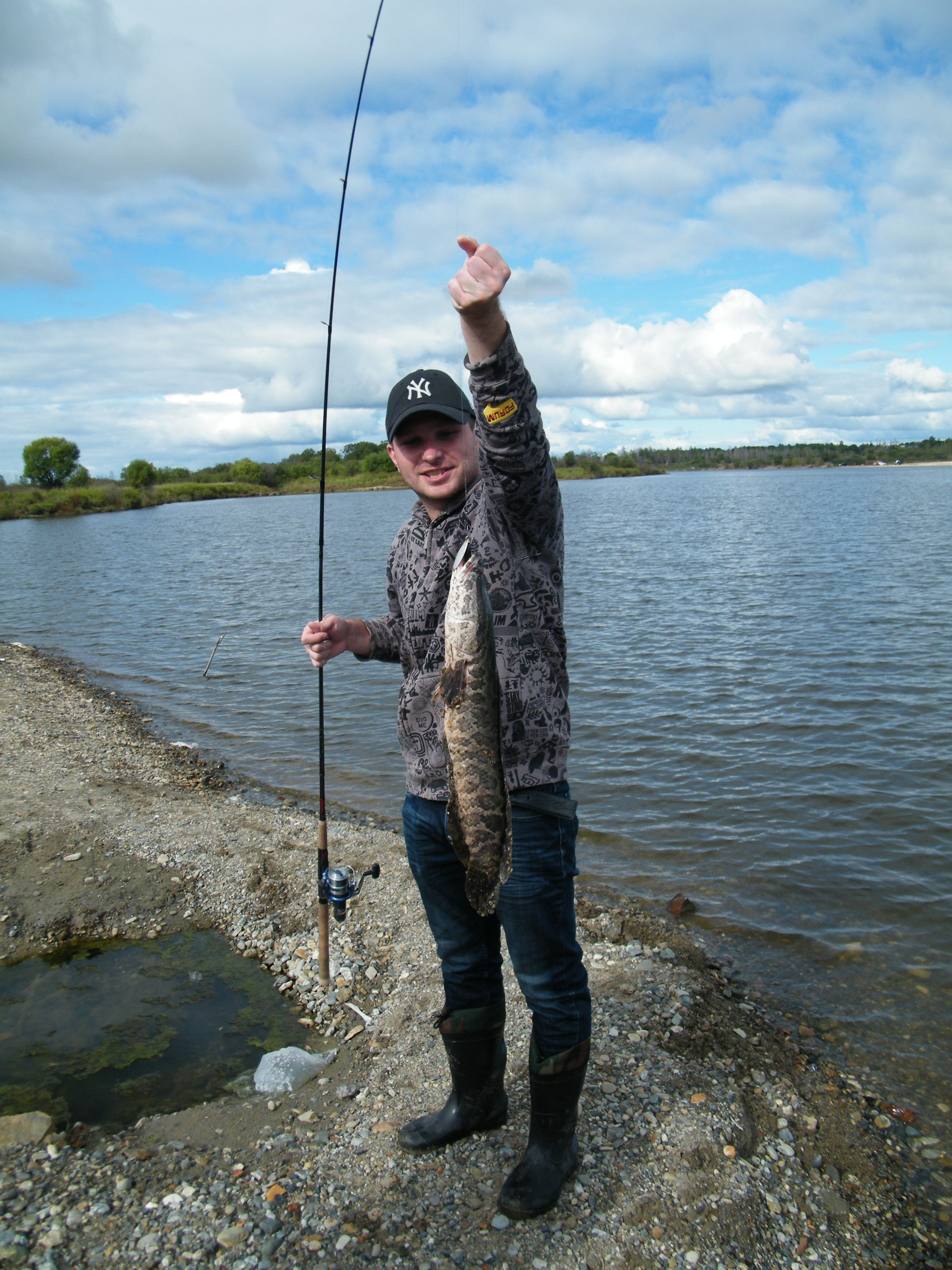
Змееголов схватил блесну

Зме́еголо́в (лат. Channa argus) — пресноводная рыба семейства змееголовых (Channidae).

## Распространение
Первоначальный ареал — реки Дальнего Востока от Янцзы на юге до бассейна реки Амур на севере, в том числе в Приморском крае в реках Уссури, Раздольная и в озёрах Хасан и Ханка.
В начале 1960-х годов было завезено менее ста годовиков змееголова из Московского зоопарка в рыбхоз «Калган-Чирчик» (ныне «Балыкчи»), где они быстро размножились, попали в Сырдарью, вскоре сильно сократив там популяции множества более ценных рыб, вместе с расселением прудовых карповых рыб расселились на все водоемы Южного и Центрального Казахстана, а также Туркменистана.
В 2013 году змееголовы неожиданно для жителей появились в США, где был разрешён отлов этих рыб, а в некоторых штатах запрещено держать этих рыб в неволе. Все эти меры предприняты для предупреждения нарушения экологического баланса в штатах Мэриленд, Флорида и Калифорния в связи с их выживаемостью и агрессивностью, поскольку местная ихтиофауна не может противостоять новому хищнику.

## Описание
Тело вытянутое, в средней части цилиндрической формы, в хвостовой части сжато с боков. Голова большая, сплющена в дорсо-вентральном направлении, по форме напоминает голову змеи. Голова и тело покрыты циклоидной чешуёй. Глаза смещены к концу рыла. Рот большой, конечный, задний край верхней челюсти заходит за край глаза. В длинном спинном плавнике 50—53 мягких лучей. В анальном плавнике 33—38 мягких лучей. Хвостовой плавник закруглённый.
Тело коричневого цвета, покрыто тёмно-коричневыми пятнами неправильной формы. От глаза до края жаберной крышки проходят две тёмные полосы.
Крупная рыба длиной до 1 м и более, достигает массы, превышающей 10 кг. Держится сильно заросших участков водоёмов на мелководьях.
Получила своё название благодаря сплющенной чешуйчатой голове.

## Биология
Легко переносит дефицит кислорода, может обитать практически в заморных водоёмах. Обильно выделяется слизь, покрывающая тело, есть специальные наджаберные органы для дыхания атмосферным воздухом. Змееголову необходимо дыхание атмосферным воздухом; если доступ атмосферного воздуха будет преграждён для змееголова, то он гибнет даже в свежей воде. Легко переносит высокую минерализацию. В высохших водоёмах он зарывается в вырытую им камеру в иле глубиной до 60 см и смазанную слизью и находится там до следующего дождливого сезона или до повышения уровня воды. Может жить вне воды до пяти суток. Легко переползает между водоёмами на значительные расстояния.

### Размножение
Половозрелости достигает в двухгодовалом возрасте при длине тела 30—35 см. Нерестятся в июне — июле при температуре воды 20—26 °C. Плодовитость — 20—120 тысяч икринок. Строит гнездо диаметром до 1 м из растений. Икринки имеют жировую каплю, поэтому слегка всплывают и развиваются в толще воды. Оба родителя охраняют гнездо, плавниками создавая ток воды для нормального аэрирования развивающихся икринок. Охраняют и мальков.

### Питание
Змееголов — хищник, нападающий из засады, питается мелкой рыбой, лягушками, личинками насекомых и подёнками в период их массового роения.

## Взаимодействие с человеком
Промысловый вид. Потенциально перспективная рыба для прудового разведения. Ведёт активное расселение. В ряде стран признан вредным видом ввиду быстрого заселения водоёма и истребления так называемой «белой» рыбы. По этой причине в некоторых американских статьях пойманного змееголова рекомендуют уничтожать.
Ловят змееголова обычно на донную удочку (закидушку), приманка — дождевые черви, мелкая мёртвая рыба, лягушки, мясо речных моллюсков. Удачлива ночная рыбалка — вечером выставляется большое количество донных удочек, утром вываживается улов. Процесс осложняет стремление змееголова спрятаться в корягах и водорослях.
С точки зрения кулинарии мясо змееголова вкусное. Чешую чистить не надо. Достаточно сделать надрез и снять, как чулок, вместе с кожей. Ввиду отсутствия мелких костей (только хребет) из неё получаются не только вкусные котлеты, заливное, но и хве.